# خالد سفياني
خالد سفياني لاعب كرة قدم سعودي يلعب في نادي عفيف.

## مسيرة اللاعب
لعب سابقاً مع نادي الفيصلي ونادي الزلفي ونادي السد ونادي عفيف.